# Comtesse des Grauens
Comtesse des Grauens ist ein Horrorfilm der britischen Hammer Film Productions mit Ingrid Pitt in der Hauptrolle als Gräfin Elisabeth Nadasdy, angelehnt an die ungarische Gräfin Elisabeth Bathory. Obwohl der englische Originaltitel eine Geschichte um eine Gräfin Dracula vermuten lässt, hat der Film nichts mit Vampiren zu tun.

## Historischer Hintergrund

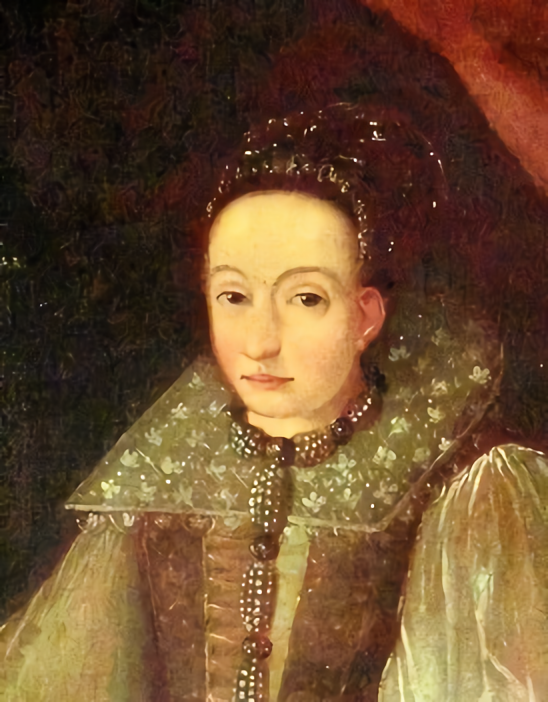
Die historische Gräfin Elisabeth Báthory

Die Geschichte der Blutgräfin – oder wie der Originaltitel sie nennt: „Gräfin Dracula“ – basiert auf der Legende um die Gräfin Elisabeth Báthory (1560 – 1614), die angeblich etwa 600 Mädchen und junge Frauen (angeblich alle Jungfrauen) ermorden und ausbluten ließ, um sich in ihrem Blut zu baden und so ewige Jugend zu erlangen. Comtesse des Grauens ist nur einer von zahlreichen historischen oder fantastischen Filmen, die sich auf die Gräfin Báthory beziehen.
→ siehe auch: Elisabeth Báthory#Film

## Handlung
Ungarn im 17. Jahrhundert. Die einst schöne wie auch sadistische Gräfin Elisabeth Nadasdy hat nach dem Tod ihres Gatten die Hälfte seiner Ländereien geerbt, die andere Hälfte ging an ihre Tochter Ilona. Durch ein Missgeschick ihres Dienstmädchens entdeckt die Gräfin, dass das Blut junger Mädchen sie verjüngt. Bald entwickelt sich aus ihrem Wunsch nach ewiger Schönheit ein Wahn. Die Gräfin lässt sich Jungfrauen zuführen, in deren Blut sie badet. Schlossvorsteher Hauptmann Dobi ist Elisabeths Liebhaber und treuer Diener und hilft bei den Bluttaten.
Ihr Drang nach ewiger Jugend wird immer größer, und die Abstände, in denen sie neues Blut braucht, immer kleiner. Elisabeth tut dies alles, um dem Husarenleutnant Imre Toth zu gefallen, der deutlich jünger als sie ist und den sie unbedingt heiraten will. Elisabeths befiehlt Dobis, Tochter Ilona verschwinden zu lassen, und gibt sich als ihre eigene Tochter aus. Als sie mit Imre den Bund fürs Leben schließen will, altert sie im Zeitraffertempo. In ihrer letzten Hoffnung auf neues Jungfrauenblut will Elisabeth die zurückkehrende Ilona erstechen, doch Imre verhindert den Mord und stirbt anstatt Ilona.
Elisabeth und Dobi müssen für ihre Untaten ins Gefängnis, wo sie auf ihre Hinrichtung warten. Vor den Gefängnismauern skandiert der Mob „Teufelin“ und „Gräfin Dracula“.

## Synchronisation
Die deutsche Fassung entstand bei der FFS Film- & Fernseh-Synchron GmbH in München. Dialogbuch und -regie übernahm Til Kiwe.
| Darsteller       | Sprecher              | Rolle                           |
| ---------------- | --------------------- | ------------------------------- |
| Peter Jeffrey    | Thomas Reiner         | Captain Balogh                  |
| Nigel Green      | Christian Marschall   | Captain Dobi                    |
| Ingrid Pitt      | Maria Landrock        | Gräfin Elisabeth Nadasdy (alt)  |
| Ingrid Pitt      | Eva Kinsky            | Gräfin Elisabeth Nadasdy (jung) |
| Albert Wilkinson | Alexander Malachowsky | Harlekin                        |
| Lesley‑Anne Down | Heidi Fischer         | Ilona Nadasdy                   |
| Patience Collier | Alice Franz           | Julie                           |
| Andrew Burleigh  | Eva Mattes            | Junge                           |
| Sandor Elès      | Elmar Wepper          | Lt. Imre Toth                   |
| Charles Farrell  | Bruno W. Pantel       | Mädchenhändler                  |
| Maurice Denham   | Otto Preuss           | Meister Fabio                   |
| Leon Lissek      | Paul Friedrichs       | Offizier                        |
| Susan Brodrick   | Uschi Wolff           | Teri                            |
| Nike Arrighi     | Monika Rasky          | Zigeunermädchen                 |
| Andrea Lawrence  | Angelika Bender       | Ziza                            |

## Veröffentlichung
Comtesse des Grauens wurde am 30. Januar 1971 in London uraufgeführt.
Die deutsche Erstaufführung fand am 1. Februar 1974 statt.
1995 wurde der Film als VHS im Vereinigten Königreich veröffentlicht.
International erschien der Film 2005 auf DVD.
2014 wurde er auf Blu-ray veröffentlicht.

## Kritiken
Comtesse des Grauens erhielt ein mittelmäßiges Presseecho.

„Naiver Gruselfilm in handwerklich ansehnlicher Verpackung.“

So erfasst der US-amerikanische Aggregator Rotten Tomatoes nur 40 % wohlwollende Besprechungen und ordnet den Film dementsprechend als „gammelig“ ein.
Howard Thompson schrieb in der New York Times, Comtesse des Grauens sei besser als die meisten Horrorfilme in einem Meer trashiger Mitbewerber.
Die Cinema-Redaktion vergibt 3 von 5 Punkten und schreibt: „Ein eher schäbiges als schauriges Blutbad.“
Donald Guarisco schrieb bei AllMovie, Comtesse des Grauens sei ein unterschätzter Film der späten Hammer-Jahre und zeige eine gut abgestimmte Mischung aus Schauer, Keckheit und Tempo. Die Hauptdarstellerin werfe sich mit melodramatischem Elan in ihre Rolle und schaffe einen Charakter, der verführerisch, schrecklich und erschreckend sein kann – alles in nur einer einzigen Szene.
Halliwell‘s Film Guide sah hier eine „sub-freudianische Ergänzung zur grotesken Hammer-Gallerie der Monster“.
Der Movie & Video Guide nannte den Film einen „OK-Schocker“.